# Austrolimnophila (Austrolimnophila) septifera
Austrolimnophila (Austrolimnophila) septifera is een tweevleugelige uit de familie steltmuggen (Limoniidae). De soort komt voor in het Oriëntaals gebied.